# Megadef
Megadef é o segundo álbum de Styles of Beyond, lançado em 2003 em CD e vinil, e como um download digital. A capa do álbum foi desenhada por Mike Shinoda. Apesar do nome ser uma referência à banda de heavy metal Megadeth, o título do álbum na capa foi concebida como uma referência à banda de heavy metal Metallica.

## Faixas
| N.º | Título                                                       | Duração |  |
| 1.  | "Intro"                                                      | 1:07    |  |
| 2.  | "Megadef"                                                    | 2:31    |  |
| 3.  | "Mr. Brown"                                                  | 3:33    |  |
| 4.  | "You Lose"                                                   | 3:17    |  |
| 5.  | "Interlude"                                                  | 0:12    |  |
| 6.  | "Be Your Dog"                                                | 3:37    |  |
| 7.  | "Pay Me (feat. 4-Zone)"                                      | 4:33    |  |
| 8.  | "Outta Control"                                              | 4:06    |  |
| 9.  | "Bleach"                                                     | 3:11    |  |
| 10. | "Playing With Fire (feat. Apathy & Celph Titled)"            | 3:49    |  |
| 11. | "Live Enough (Remix)"                                        | 3:27    |  |
| 12. | "Round 'Em Up"                                               | 4:01    |  |
| 13. | "Eurobiks"                                                   | 2:56    |  |
| 14. | "Superstars (Contém uma faixa escondida chamada "Gigantor")" | 7:09    |  |

## Singles
Estas canções foram lançadas como singles ou como videoclipes
- "Megadef"
- "Mr. Brown"
- "Be Your Dog" - videoclipe oficial lançado
- "Pay Me" - videoclipe oficial lançado
- "Bleach"

## Ficha Técnica
- Produção DJ Cheapshot
- Direção de Arte, Design e Capa: Mike Shinoda